# Robin Malmkvist
Frank Robin Malmkvist (Alvesta, 13 novembre 1987) è un ex calciatore svedese, di ruolo portiere.

## Carriera

### Club
Malmkvist iniziò la carriera giovanile nell'Alvesta GIF, per trasferirsi poi all'Öster. Debuttò nella prima squadra di questo club nel 2005, facendo due presenze in Superettan in una squadra che conquistò la promozione in Allsvenskan. L'Öster giocò solo una stagione nella massima divisione svedese, retrocedendo subito al termine dell'anno; Malmkvist saltò comunque gran parte della stagione per un infortunio all'osso zigomatico. La squadra centrò nuovamente la promozione nel 2009, ma il portiere decise di trasferirsi all'Halmstad, dove fu visto come sostituto del partente Magnus Bahne.
Il 15 marzo 2011 fu reso noto il suo passaggio in prestito al Tromsø.
L'anno successivo tornò in Svezia, giocando in Superettan con l'Assyriska e rimanendovi fino al 2016, anno in cui la squadra retrocedette in terza serie.
Dal 2017 difese nuovamente per altri tre anni la porta dell'Öster, sempre nel campionato di Superettan, giocando titolare i primi due anni e alternando panchine a un posto nell'undici di partenza nel corso della terza stagione con i rossoblu.
Ritiratosi al termine dell'annata 2019, è tornato in attività nel maggio 2021 in qualità di portiere di riserva dell'Öster con un contratto di breve durata.

### Nazionale
Malmkvist giocò 2 partite per la Svezia under 21 nel novembre 2006 e nel marzo 2007.

## Palmarès

### Club

#### Competizioni nazionali
- Division 1: 1

Öster: 2009